# Kreuzweg (Albertshausen)

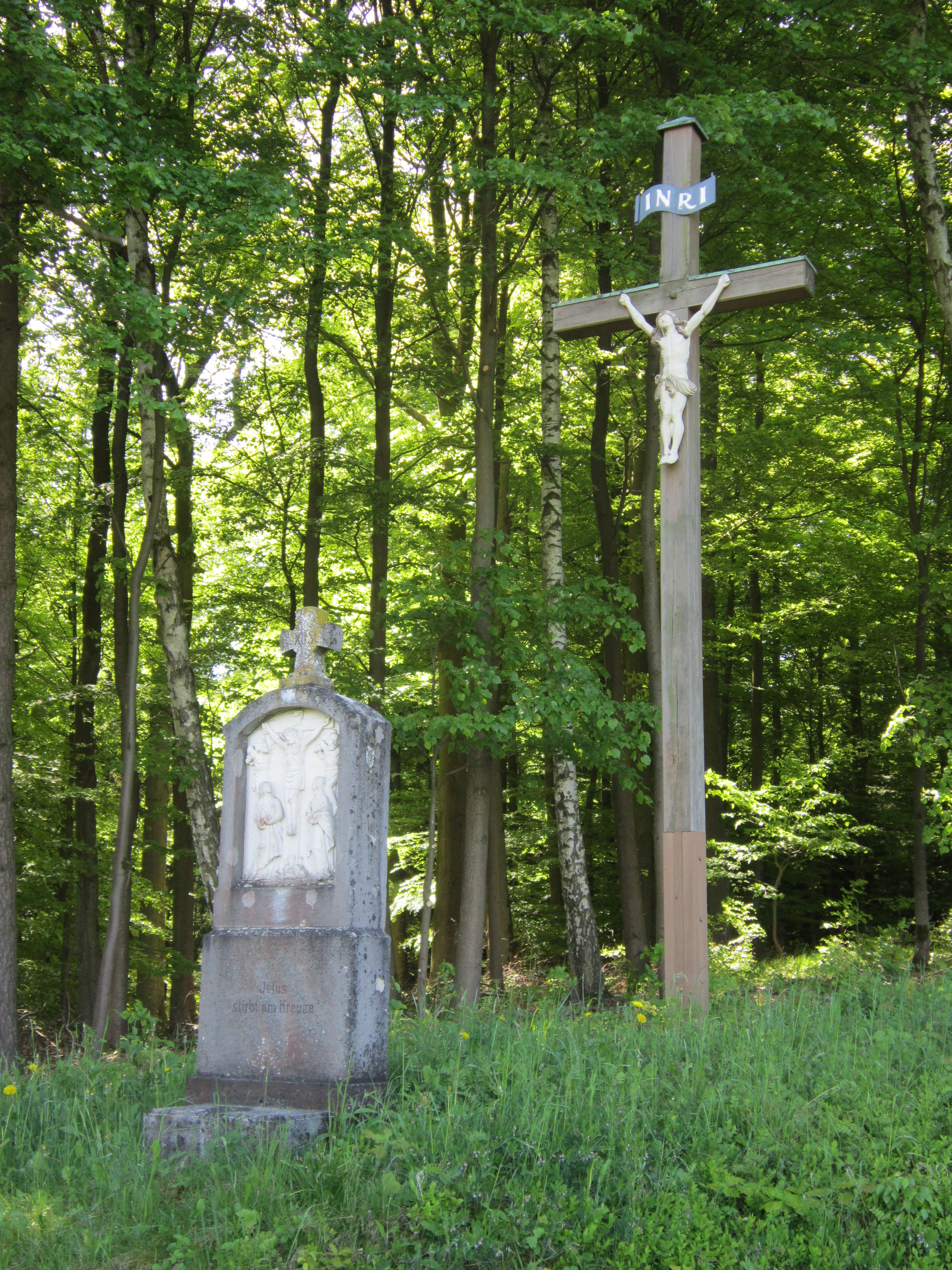
12. Station des Kreuzwegs mit um 1877 entstandenem Kreuz.

Der Kreuzweg in Albertshausen befindet sich in Albertshausen, einem Stadtteil der bayerischen Kurstadt Bad Kissingen im unterfränkischen Landkreis Bad Kissingen. Der Kreuzweg gehört zu den Bad Kissinger Baudenkmälern und ist unter der Nummer D-6-72-114-403 in der Bayerischen Denkmalliste registriert.

## Geschichte
Im Jahr 1903 schuf der in Bad Kissingen ansässige Bildhauer Valentin Weidner den von Michael Bayer gestifteten Kreuzweg am Standort des heutigen Autobahnzubringers. In einem Kostenvoranschlag vom 4. Dezember 1903 bot Weidner mehrere Ausführungen an: eine Ausführung mit Gehäuse aus Muschelkalk oder aus rotem Sandstein mit Figuren aus Terzé-Kalkstein oder eine Ausführung mit Reliefs aus Galvanobronze.
Weidner setzte die Stationen schließlich als Kalkstein-Bilder im Muschelkalk-Gehäuse um; die Reliefs der Stationen orientieren sich am spätnazarenischen Stil. Die von Weidner veranschlagten Kosten beliefen sich auf 2500 M.
Nach dem Bau des Autobahnzubringers im Jahr 1967 wurde der Kreuzweg von seinem ursprünglichen Standort entfernt; der dort verbliebene Hohlweg wurde aufgeschüttet. In den Jahren 1981/1982 wurde der Kreuzweg an seinen jetzigen Standort am südlichen Waldrand von Albertshausen in der Flurabteilung Im Röder versetzt. Dort befindet sich bei der 12. Station des Kreuzwegs ein um 1877 entstandenes Holzkreuz. Dieses wurde zwischen 1874 und 1880 von einem Einwohner Albertshausens namens Schießer gestiftet, nachdem dieser vom Deutsch-Französischen Krieg von 1870/71 heimgekehrt war. Der Stamm des Kreuzes wurde erneuert sowie der Korpus aufgefrischt.
Da der Kreuzweg durch die zwischenzeitliche Lagerung verwittert war, mussten im Jahr 1983 die ersten acht Stationen durch Nachgüsse ersetzt werden, wobei die Kreuzwegstationen auf dem Friedhof von Arnshausen (heute ebenfalls Stadtteil von Bad Kissingen) als Vorbild dienten. Die restlichen Stationen konnten vom aus Stangenroth stammenden Bildhauer M. Keßler restauriert werden. Die Neueinweihung erfolgte am 31. Mai 1984 durch Pfarrer Friedrich Zahn.